# Gemeentelijke herindelingsverkiezingen in Nederland 1981
Gemeentelijke herindelingsverkiezingen in Nederland 1981 geeft informatie over tussentijdse verkiezingen voor een gemeenteraad in Nederland die gehouden werden op 21 oktober 1981.
De verkiezingen werden gehouden in 55 gemeenten die betrokken waren bij een herindelingsoperatie die op 1 januari 1982 is doorgevoerd.
De volgende gemeenten waren bij deze verkiezingen betrokken:
- de gemeenten Beek en Spaubeek: samenvoeging tot een nieuwe gemeente Beek;[1]
- de gemeenten Born, Grevenbicht en Obbicht en Papenhoven: samenvoeging tot een nieuwe gemeente Born;[1]
- de gemeenten Eijsden en Gronsveld: samenvoeging tot een nieuwe gemeente Eijsden;[1]
- de gemeenten Gulpen en Wijlre: samenvoeging tot een nieuwe gemeente Gulpen;[1]
- de gemeenten Heerlen en Hoensbroek: samenvoeging tot een nieuwe gemeente Heerlen;[1]
- de gemeenten Eygelshoven en Kerkrade: samenvoeging tot een nieuwe gemeente Kerkrade;[1]
- de gemeenten Nieuwenhagen, Schaesberg en Ubach over Worms: samenvoeging tot een nieuwe gemeente Landgraaf;[1]
- de gemeenten Bemelen, Cadier en Keer, Margraten, Mheer, Noorbeek en St. Geertruid: samenvoeging tot een nieuwe gemeente Margraten;[1]
- de gemeenten Bunde, Geulle, Meerssen en Ulestraten: samenvoeging tot een nieuwe gemeente Meerssen;[1]
- de gemeenten Hulsberg, Nuth, Schimmert en Wijnandsrade: samenvoeging tot een nieuwe gemeente Nuth;[1]
- de gemeenten Bingelrade, Jabeek, Merkelbeek en Schinveld: samenvoeging tot een nieuwe gemeente Onderbanken;[1][2]
- de gemeenten Amstenrade, Oirsbeek en Schinnen: samenvoeging tot een nieuwe gemeente Schinnen;[1]
- de gemeenten Bocholtz en Simpelveld: samenvoeging tot een nieuwe gemeente Simpelveld;[1]
- de gemeenten Limbricht, Munstergeleen en Sittard: samenvoeging tot een nieuwe gemeente Sittard;[1]
- de gemeenten Elsloo, Stein en Urmond: samenvoeging tot een nieuwe gemeente Stein;[1]
- de gemeenten Nieuwstad, Roosteren en Susteren: samenvoeging tot een nieuwe gemeente Susteren;[1]
- de gemeenten Berg en Terblijt en Valkenburg-Houthem: samenvoeging tot een nieuwe gemeente Valkenburg aan de Geul;[1]
- de gemeenten Klimmen en Voerendaal: samenvoeging tot een nieuwe gemeente Voerendaal;[1]
- de gemeenten Slenaken en Wittem: samenvoeging tot een nieuwe gemeente Wittem;[1]
- de gemeente Brunssum: bij de gemeentelijke herindeling van Zuid-Limburg werden tevens zodanige grenswijzigingen doorgevoerd met deze gemeente dat tussentijdse verkiezingen noodzakelijk waren geworden.

In deze gemeenten zijn de reguliere gemeenteraadsverkiezingen van 2 juni 1982 niet gehouden.
Door deze herindelingen daalde het aantal gemeenten in Nederland per 1 januari 1982 van 809 naar 773.